# Norbert Nozy
Norbert Nozy (Halen, 9 settembre 1952) è un direttore d'orchestra e sassofonista belga.
Nozy fu iniziato alla musica in giovane età da suo padre e ben presto aveva intrapreso gli studi al Conservatorio reale di Bruxelles ed al Lemmens Institute di Lovanio. 
Nozy ha studiato dirigendo con Andre Vandernoot, Yvon Ducène, Leonce Gras e Jean-Sebastien Bereau del Conservatorio di Parigi. 
Norbert Nozy è anche accreditato come eccezionale sassofonista.